# Wild Side
Wild Side – francusko-belgijsko-brytyjski dramat filmowy z 2004 roku, napisany przez Stéphane'a Bouquet i Sébastiena Lifshitza oraz wyreżyserowany przez samego Lifshitza, opowiadający historię transseksualnej prostytutki, która powraca w rodzinne strony, by opiekować się ciężko chorą matką. 
Obraz miał swoją premierę w lutym 2004 podczas 54. MFF w Berlinie. Sébastien Lifshitz uzyskał za Wild Side szereg wyróżnień, w tym Nagrodę Teddy. W 2010 film wprowadzono do dystrybucji na terenie Polski.

## Opis fabuły
Transseksualistka Stéphanie, która prostytuuje się na ulicach Paryża by przeżyć, wraca do rodzinnego miasteczka. Ma za zadanie zaopiekować się umierającą matką. W podróży towarzyszy jej dwójka kochanków − Djamel i Michaił.

## Obsada
- Stéphanie Michelini as Stéphanie/Pierre
- Edouard Nikitine − Michaił
- Yasmine Belmadi − Djamel
- Josiane Stoléru − matka Pierre'a
- Antony Hegarty − wokalista
- Christophe Sermet − Nicolas
- Perrine Stevenard − Caroline
- Corentin Carinos − Pierre jako dziecko

## Nagrody i wyróżnienia
- 2004, 54. MFF w Berlinie:
  - nagroda im. Manfreda Salzgebera (nagrodzony: Sébastien Lifshitz)
  - Nagroda Teddy w kategorii najlepszy film fabularny (Sébastien Lifshitz)
- 2004, Acteurs à l'Écran:
  - nagroda Prix Michel Simon w kategorii najlepsza aktorka (Stéphanie Michelini; ex aequo z Lolą Naymark)
- 2004, MFF w Gijón:
  - Nagroda Specjalna Jury (Sébastien Lifshitz)
  - nominacja do nagrody Grand Prix Asturias w kategorii najlepszy film fabularny (Sébastien Lifshitz)
- 2004, L.A. Outfest:
  - nagroda Grand Jury w wybitny międzynarodowy film narracyjny (Sébastien Lifshitz)
- 2004, MFF w Seattle:
  - nagroda New Director's Showcase (Sébastien Lifshitz)